# Csombárd
Csombárd is een plaats (község) en gemeente in het Hongaarse comitaat Somogy. Csombárd telt 310 inwoners (2001).